# Andreas Johansson (calciatore 1982)
Karl Tommy Andreas Johansson Johansson (Halmstad, 10 marzo 1982) è un ex calciatore svedese, di ruolo difensore, assistente allenatore dell'Halmstad.
Con 445 partite giocate è il calciatore con più presenze all'attivo nella storia dell'Allsvenskan, il massimo campionato svedese.

## Carriera

### Club
Johansson ha iniziato a giocare a calcio a Getinge, un'area urbana situata a pochi chilometri dalla cittadina di Halmstad.
Nel 1997 è entrato a far parte delle giovanili dell'Halmstads BK, ovvero la principale squadra della zona.

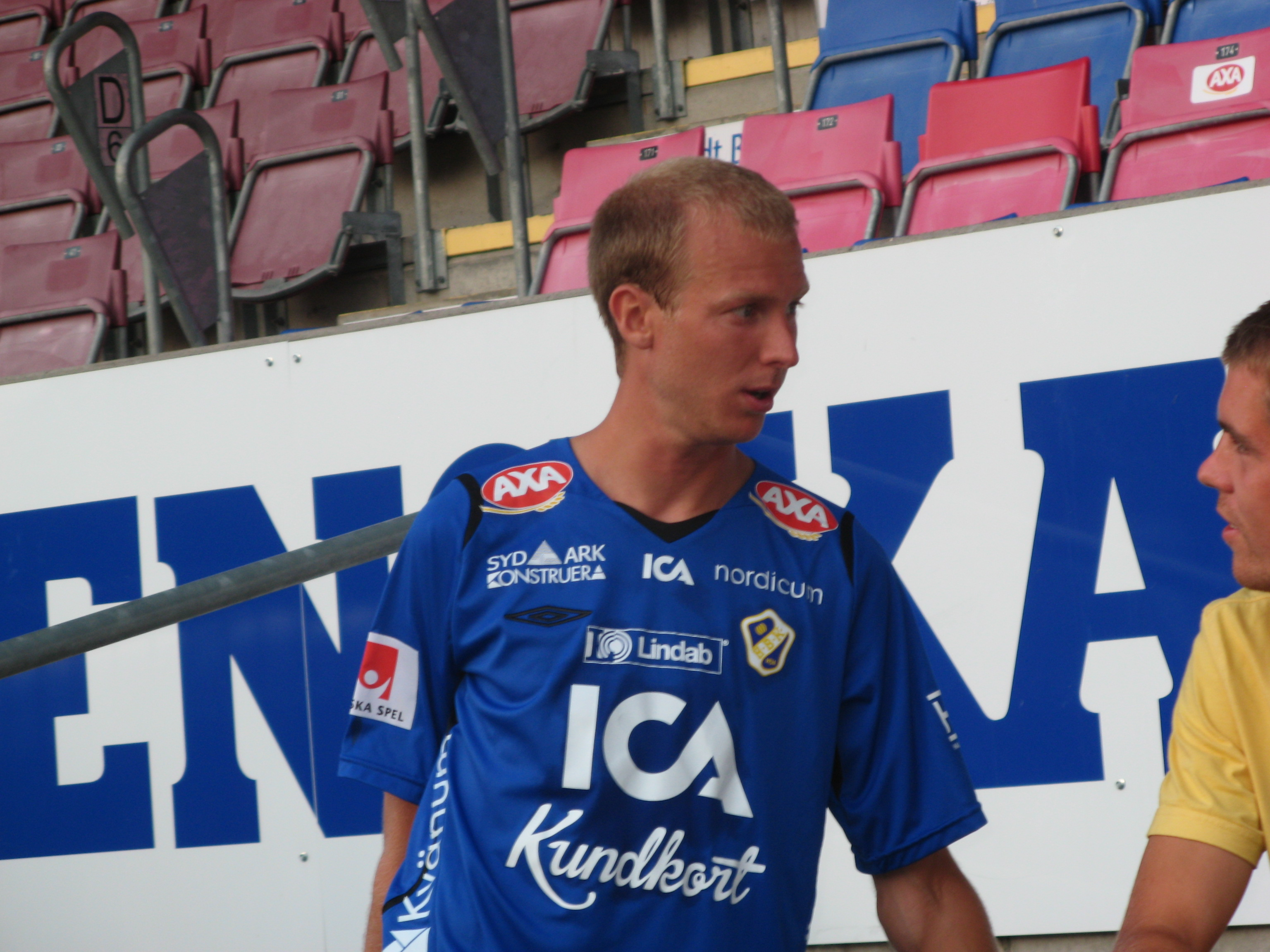
Johansson all'Halmstad nel 2008

Prima dell'inizio della stagione 2002 è stato promosso in prima squadra, e nel maggio dello stesso anno ha fatto il debutto in Allsvenskan contro l'Örgryte, affermandosi poi rapidamente anche come titolare. All'Halmstad è rimasto per otto stagioni e mezzo, durante le quali la squadra ha conseguito un 2º posto al termine dell'Allsvenskan 2004.
Nel giugno del 2009 infatti Johansson è stato ceduto a titolo definitivo ai tedeschi del Bochum. La squadra biancazzurra ha poi chiuso la Bundesliga 2009-2010 al penultimo posto ed è scesa in seconda serie: Johansson in quella stagione ha collezionato 16 presenze ed è rimasto in rosa anche a seguito della retrocessione. Nel 2010-2011 il Bochum è arrivato terzo e si è qualificato per gli spareggi promozione contro il Borussia Mönchengladbach, un doppio confronto giocato con lo svedese titolare in entrambe le occasioni, ma le due sfide hanno poi finito per premiare gli avversari. Nel 2011-2012, dopo un avvio di stagione deludente da parte della squadra, il nuovo tecnico Andreas Bergmann ha scelto di ridurre l'impiego di Johansson che è stato quindi messo sul mercato.
Nel gennaio del 2012, Johansson è ritornato a far parte di una squadra svedese con l'acquisto da parte dell'IFK Norrköping. Il contratto era inizialmente di due anni, ma è stato più volte rinnovato nel corso degli anni. Nel 2015, nelle vesti di capitano di un IFK Norrköping tornato a sorpresa a vincere il titolo dopo 26 anni contro ogni pronostico, è stato nominato miglior difensore di quell'edizione dell'Allsvenskan. Un anno più tardi è stato premiato non solo come miglior difensore, ma anche come miglior giocatore dell'Allsvenskan 2016, nonostante l'IFK Norrköping non abbia bissato il titolo della stagione precedente.
A partire dal gennaio 2019, dopo sette campionati disputati con il Norrköping e 205 presenze collezionate in biancoblu in campionato, alla soglia dei 37 anni Johansson è sceso in seconda serie per fare ritorno all'Halmstad, la sua prima squadra professionistica. Al termine della Superettan 2020 è arrivata la promozione in Allsvenskan: in quell'annata Johansson ha contribuito con 29 presenze (tutte da titolare) e due reti. L'Allsvenskan 2021 ha visto tuttavia il club scendere in seconda serie. Nel corso della Superettan 2022, nonostante i 40 anni di età, Johansson ha giocato tutte e 30 le partite in programma, aiutando l'Halmstad a centrare una nuova promozione nella massima serie. Quarantunenne, nell'Allsvenskan 2023 ha giocato 28 partite su 30, tutte da titolare, in una stagione conclusa dall'Halmstad con la salvezza.
Il 7 luglio 2024, in occasione della sconfitta per 5-1 sul campo del Malmö FF, Johansson è diventato il giocatore con più presenze nella storia dell'Allsvenskan, avendo giocato la sua partita numero 432 che gli ha permesso di scavalcare l'ex portiere Sven Andersson, fermo a quota 431.
Al termine dell'Allsvenskan 2024, che ha visto l'Halmstad salvarsi e Johansson collezionare 17 presenze di cui 16 da titolare, ha annunciato il suo ritiro dal calcio giocato all'età di 42 anni. Il suo record di calciatore con il maggior numero di presenze nella storia dell'Allsvenskan si è dunque fermato a quota 445 partite giocate. Allo stesso tempo è stato reso noto che Johansson sarebbe diventato assistente allenatore in prima squadra a partire dall'imminente stagione 2025.

### Nazionale
Johansson ha esordito nella Nazionale svedese Under-21 nel 2003, venendo convocato anche per il campionato europeo di categoria che si è disputato l'anno seguente. Nel gennaio 2009 ha disputato un'amichevole invernale con la Nazionale maggiore.

## Statistiche

### Cronologia presenze e reti in nazionale
| Cronologia completa delle presenze e delle reti in nazionale ― Svezia | Cronologia completa delle presenze e delle reti in nazionale ― Svezia | Cronologia completa delle presenze e delle reti in nazionale ― Svezia | Cronologia completa delle presenze e delle reti in nazionale ― Svezia | Cronologia completa delle presenze e delle reti in nazionale ― Svezia | Cronologia completa delle presenze e delle reti in nazionale ― Svezia | Cronologia completa delle presenze e delle reti in nazionale ― Svezia | Cronologia completa delle presenze e delle reti in nazionale ― Svezia |
| Data                                                                  | Città                                                                 | In casa                                                               | Risultato                                                             | Ospiti                                                                | Competizione                                                          | Reti                                                                  | Note                                                                  |
| --------------------------------------------------------------------- | --------------------------------------------------------------------- | --------------------------------------------------------------------- | --------------------------------------------------------------------- | --------------------------------------------------------------------- | --------------------------------------------------------------------- | --------------------------------------------------------------------- | --------------------------------------------------------------------- |
| 29-1-2009                                                             | Carson                                                                | Messico                                                               | 1 – 0                                                                 | Svezia                                                                | Amichevole                                                            | -                                                                     |                                                                       |
| Totale                                                                |                                                                       | Presenze                                                              | 1                                                                     |                                                                       | Reti                                                                  | 0                                                                     |                                                                       |

## Palmarès

### Club

#### Competizioni nazionali
- Campionato svedese: 1

Norrköping: 2015
- Supercupen: 1

Norrköping: 2015